# MÖBS

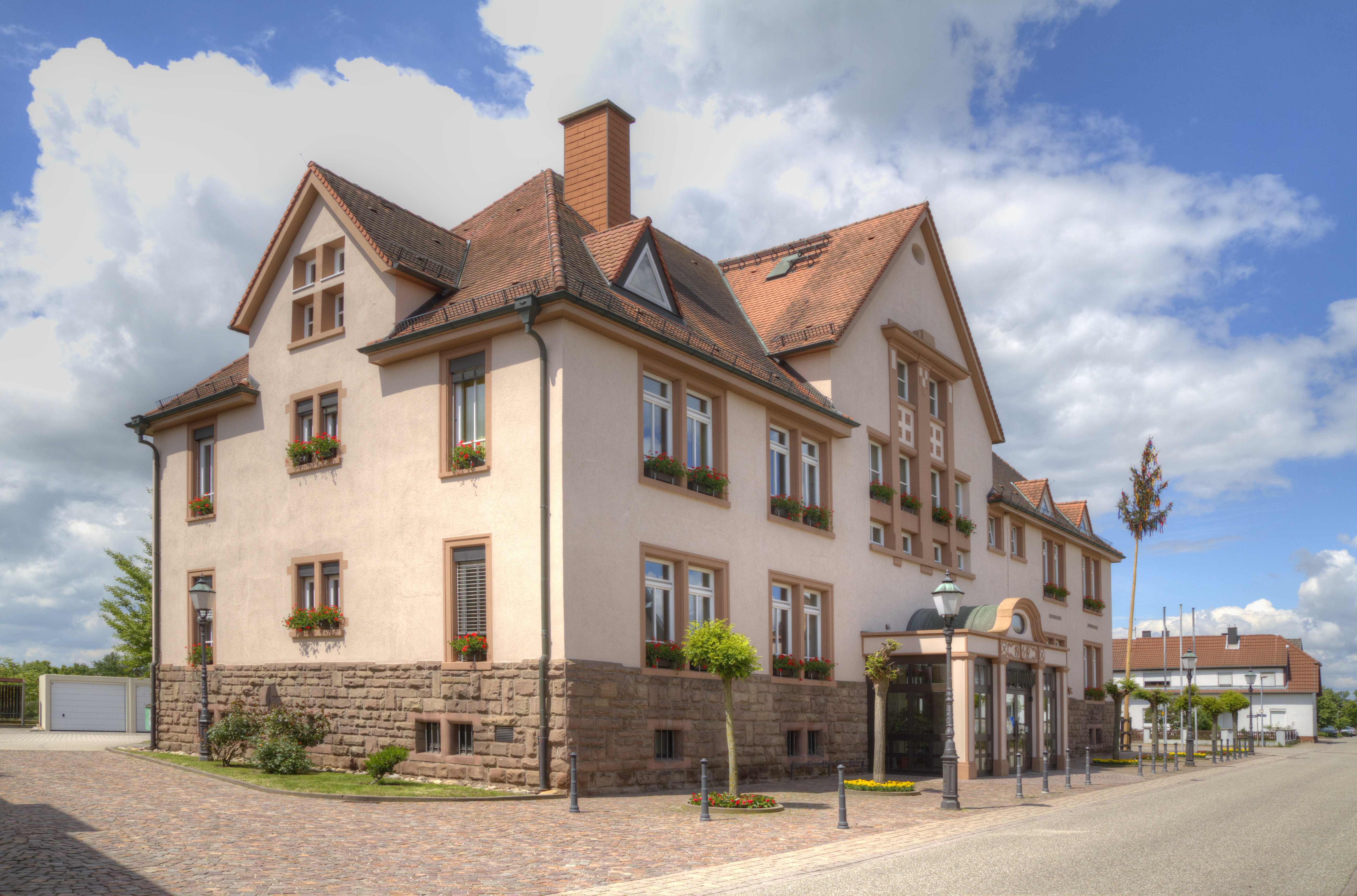
Rathaus Bietigheim

MÖBS ist ein Kunstname aus den Anfangsbuchstaben der Gemeinden Muggensturm, Ötigheim, Bietigheim und Steinmauern.
Die vier Gemeinden arbeiten seit den 1990er Jahren eng zusammen, besonders im Bereich der Bauhöfe und der Mitarbeiterweiterbildung. Die Zusammenarbeit wurde unter dem Begriff MÖBS bekannt und gilt als ein Beispiel für eine kommunale Zusammenarbeit auch ohne vertragliche Regelungen. Neben regelmäßigen Treffen der Bürgermeister treffen sich auch die Amtsleiter im regelmäßigen Turnus. Zudem finden immer wieder Motto-Aktionen statt, in die auch die Bürger eingebunden werden.
Ein Ergebnis der Zusammenarbeit ist der MÖBS-Radrundweg, der alle Gemeinden verbindet. Auf dem Rundweg findet auch immer wieder der MÖBS-Familien-Radwandertag, 2018 mit 300 Teilnehmern, statt.

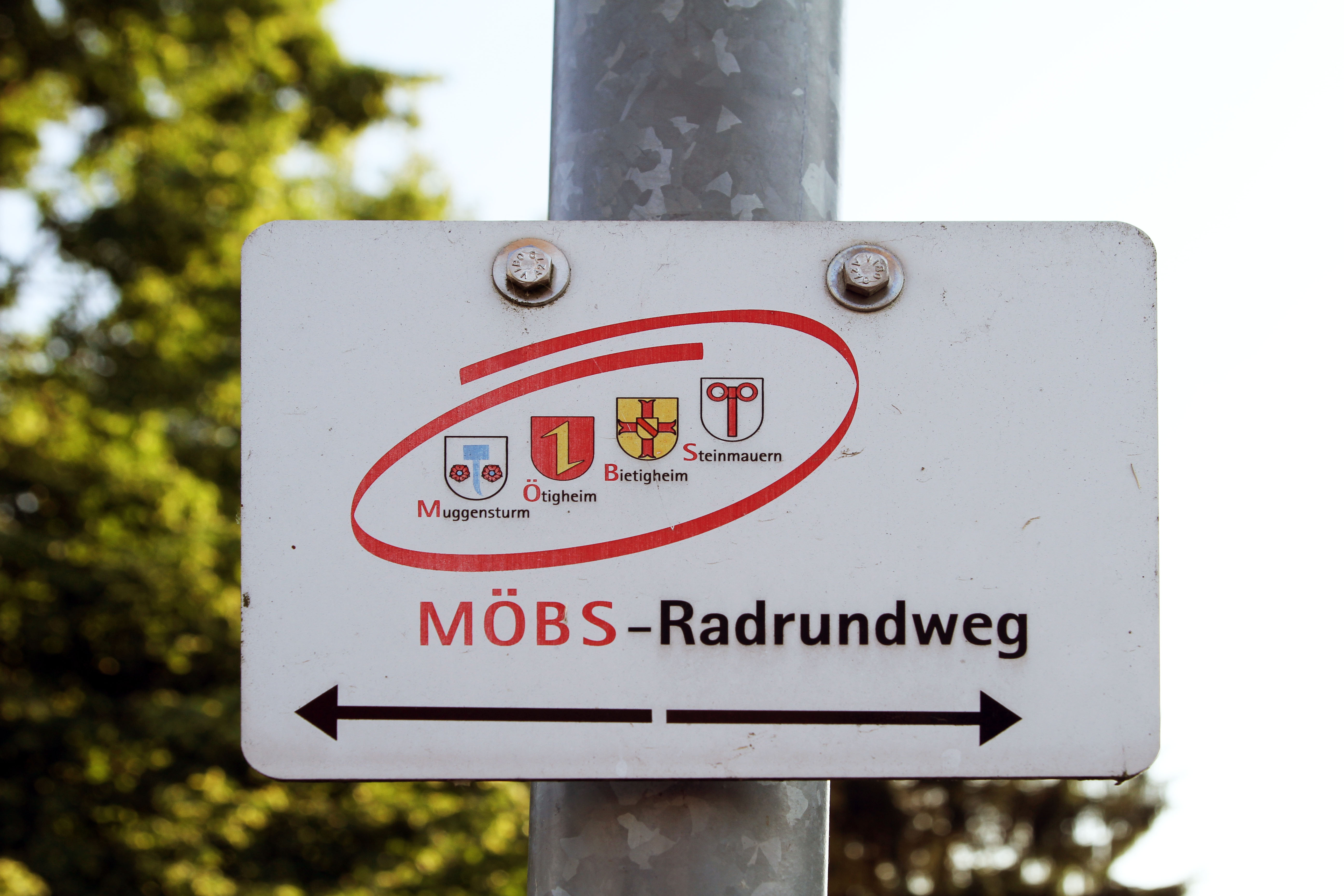
Hinweisschild MÖBS-Radrundweg

Seit 2020 findet jährlich eine Flurputzaktion statt, die sich „MÖBS räumt auf“ nennt.
Bei der Aktion „MÖBS forstet auf“ wurden 2020 über 1.500 Obstbäume zur Aufforstung von Streuobstwiesen und Gärten an die Bürger ausgegeben.
„MÖBS bremst für die Sicherheit“ ist eine gemeinsame Aktion gegen Schnellfahrer.
Bei „MÖBS blüht auf!“ werden Blumensamen in Form von Saatguttütchen an die Bevölkerung verteilt, um besonders für Insekten Blüten bereitzustellen.